# Hermann Pitz
Hermann Pitz (* 4. November 1956 in Oldenburg) ist ein deutscher Konzeptkünstler, Objektkünstler, Bildhauer, Filmemacher und Fotograf.

## Leben

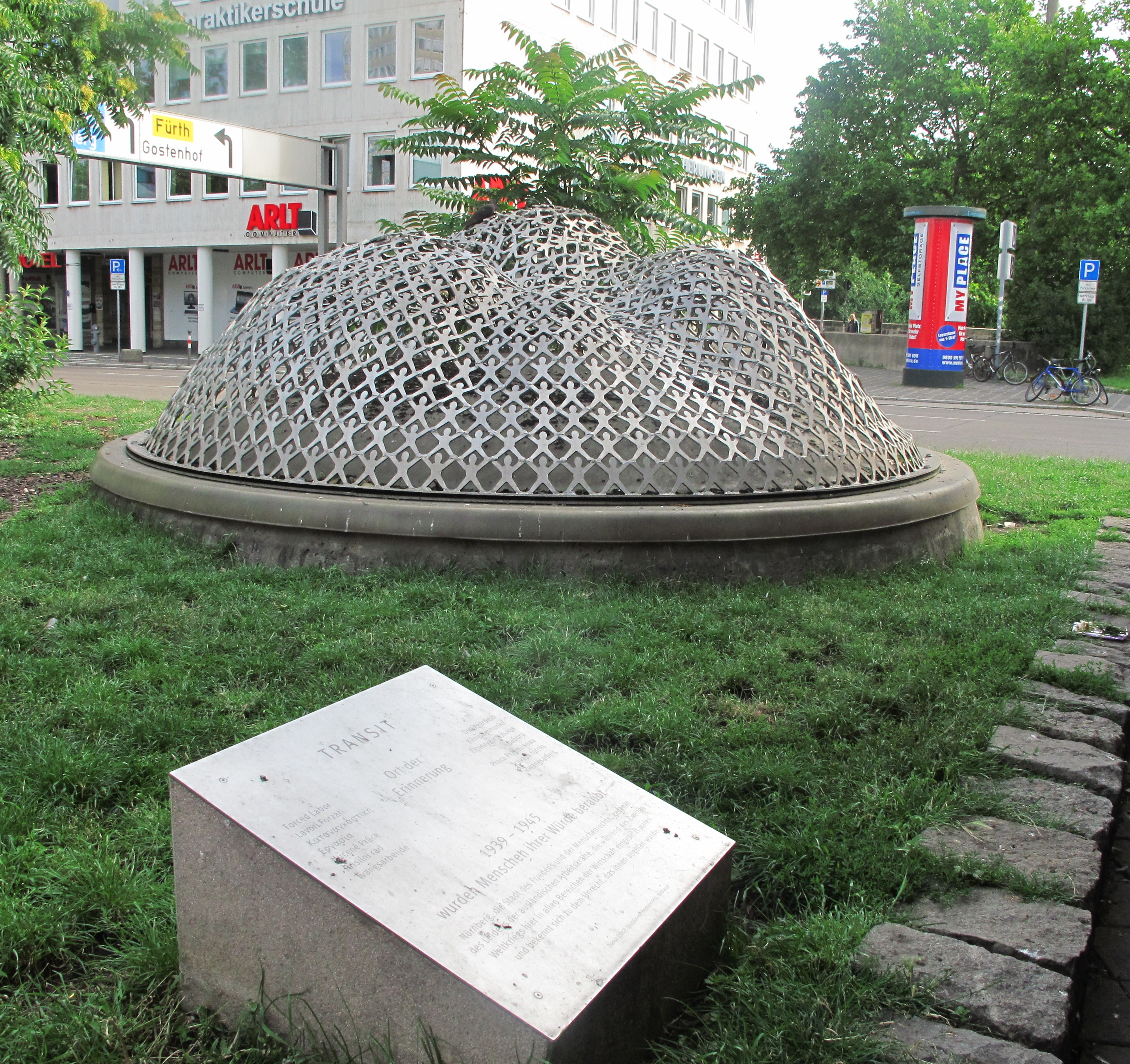
Zwangsarbeiter-Mahnmal Ansicht IMG 5933a

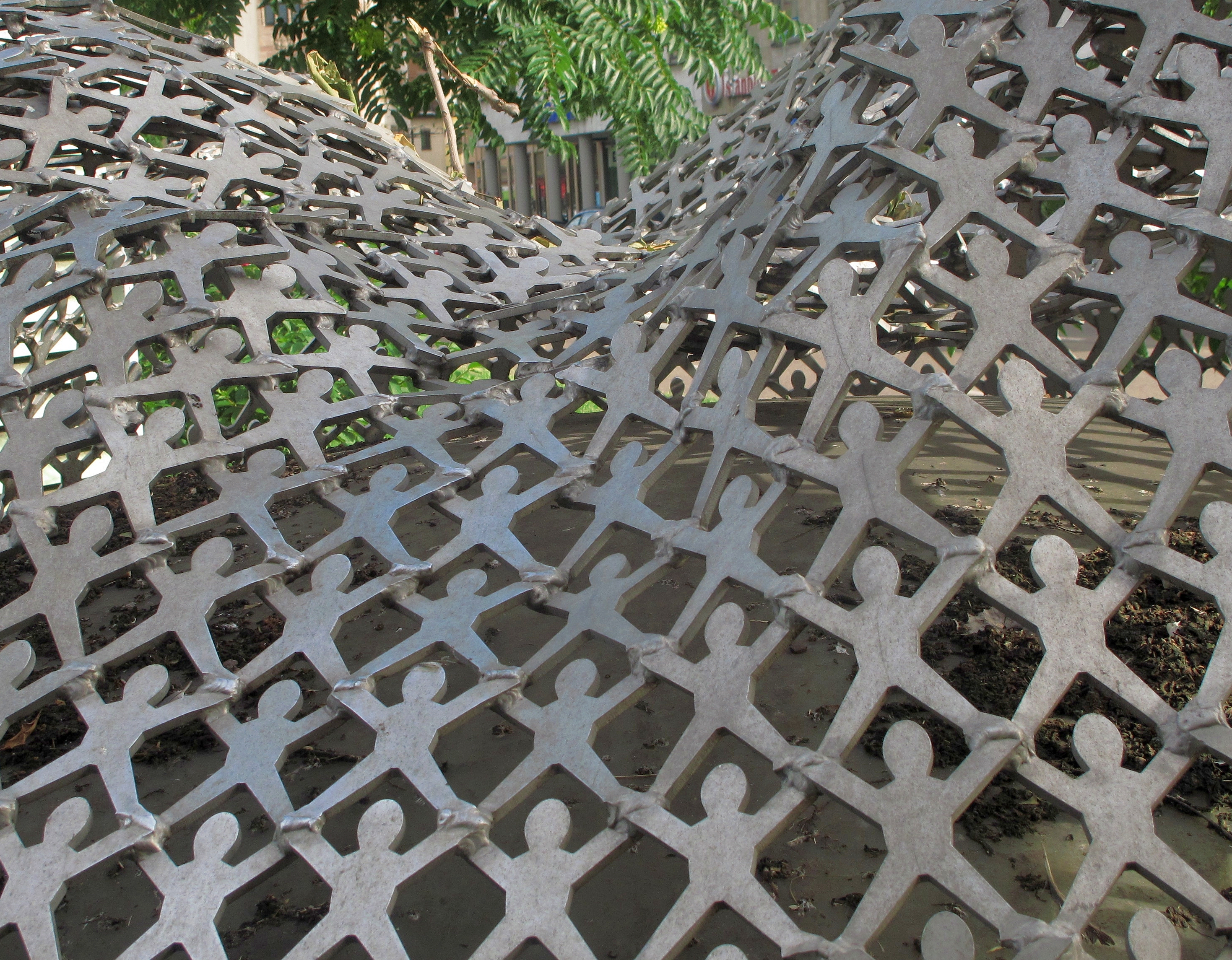
Zwangsarbeiter-Mahnmal Detail IMG 5936ab

Hermann Pitz wurde 1956 in Norddeutschland geboren und studierte von 1975 bis 1981 Malerei bei Raimund Girke an der Universität der Künste Berlin. Zusammen mit Raimund Kummer und Fritz Rahmann gründete er 1980 das Büro Berlin, eine künstlerische Selbstorganisation. Seit 1993 ist Hermann Pitz Mitglied im Deutschen Künstlerbund und seit 1997 Mitglied der Akademie der Künste (Berlin).
Hermann Pitz war Professor an der Rijksakademie van beeldende kunsten in Amsterdam und wurde 2003 als Professor an der Akademie der Bildenden Künste München berufen.
2007 wurde in Nürnberg das Zwangsarbeiter-Mahnmal „Transit“ von Hermann Pitz am Plärrer eingeweiht.

## Zitate zum Werk
„Ein möglicher Einstieg in Hermann Pitz` Werke ist das Aufspüren der Leitmotive, die immer wieder bei ihm auftauchen und deren Themenkreise sich überschneiden oder gegenseitig erweitern: Spiegelobjekte, Fotografien, Lichtquellen, die dem Bereich der Optik zuzuordnen sind oder Gegenstände, die aufgrund ihrer Form oder Funktion mit dem Prozeß des Sehens in Verbindung gebracht werden können: konvex oder konkav gekrümmte Objekte, eine Discokugel oder Wassertropfen. Die Motive sind dem Betrachter aus dem Alltag vertraut und regen ihn gleichzeitig zu Reflexionen über Wahrnehmung von Wirklichkeit an: Was ist Realität, was Fiktion?
Vorhang, Staffelei und Beleuchtung erinnern an Theater und Bühne oder versetzen in eine Atelieratmosphäre. Auch hier geht es um Themen, die um Schein und Sein kreisen, um Bild und Abbild, Inszenierung und Präsentation. Alltagswirklichkeit mutiert zu künstlich-künstlerischer Wirklichkeit. Für sein komplexes Konzept setzt Hermann Pitz auch andere Metaphern aus der Kultur- und Wissenschaftstradition als formale „Behälter“ ein, die seine Arbeiten wie ein Netzwerk miteinander verbinden: das Archiv, die Weltkarte, den Stammbaum oder die Reise. […] Der Künstler zitiert sich immer wieder selbst, stellt eine räumliche und zeitliche Kontinuität zwischen Arbeiten her, entwickelt eine eigene Ikonographie. Seine Kunst lebt von der Paradoxie, durch Rückbezüge immer weiter fortzuschreiten.“

„Ich hatte immer schon eine Arbeitsweise, bei der das eine aus dem anderen entsteht. Ich gehe gerne mit Fragmenten, mit unfertigen Dingen um und lasse Prozesse offen.“

## Ausstellungen (Auswahl)

### Einzelausstellungen
- 1979: Lützowstraße Situation 2, Berlin
- 1987: De Appel, Amsterdam
- 1991: Panorama Hermann Pitz MCMXCI Formerly known as Witte de With, Westfälischer Kunstverein, Kunstverein Braunschweig
- 1992: Sprengelpreis, Sprengel Museum Hannover
- 1995: Orte, Ereignisse Württembergischer Kunstverein Stuttgart
- 1996: Sofortbilder 1981–1995, Hamburger Kunsthalle
- 1998: Monument of the unknown artist, Museum Boijmans Van Beuningen, Rotterdam
- 2001: Projektor 2000, Museum Haus Lange, Krefeld

### Gruppenausstellungen
- 1980: Büro Berlin: Neuinszenierung des U–Bahnhof Gleisdreieck, Berlin
- 1987: documenta 8, Kassel
- 1987: Skulptur.Projekte, LWL-Museum für Kunst und Kultur, Münster
- 1988: aperto 88, 45. Biennale di Venezia, Venedig
- 1989: Theatergarden-Bestiarium, MoMA PS1, New York
- 1992: documenta IX, Kassel
- 1994: prima idea, 42. Jahresausstellung des Deutschen Künstlerbundes, Technoseum, Mannheim
- 1995: Kultur statt Denkmal, Museum Kunstpalast, Düsseldorf
- 1997: Skulptur.Projekte, LWL-Museum für Kunst und Kultur, Münster
- 1999: Das 20. Jahrhundert Kunst in Deutschland, Neue Nationalgalerie und Hamburger Bahnhof – Museum für Gegenwart, Berlin
- 2003: Wahnzimmer, Museum Folkwang, Essen
- 2006: Allan Kaprow Push and Pull: A furniture comedy for Hans Hofmann (1963–2006); 97. Tagsitzung der Klasse Pitz, Haus der Kunst, München.
- 2008: Blickmaschinen, Museum für Gegenwartskunst, Siegen